# Showgirl : The Homecoming Tour
 (février 2019).
Si vous disposez d'ouvrages ou d'articles de référence ou si vous connaissez des sites web de qualité traitant du thème abordé ici, merci de compléter l'article en donnant les références utiles à sa vérifiabilité et en les liant à la section « Notes et références ».
Tournées par Kylie Minogue
Showgirl : The Greatest Hits Tour
(2005) KylieX2008
(2008-2009)

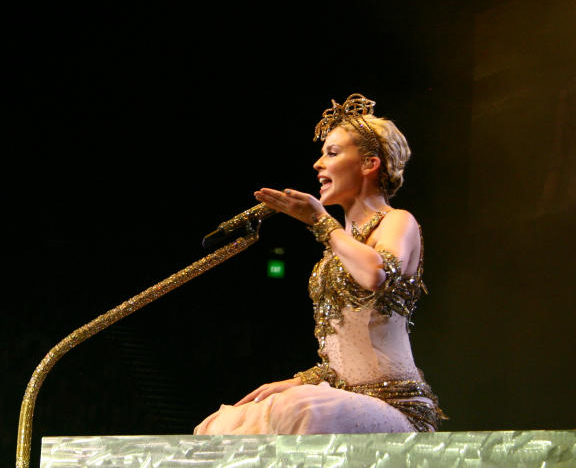
Minogue à Manchester, chantant Cowboy Style.

Showgirl : The Homecoming Tour est la neuvième tournée de la chanteuse australienne Kylie Minogue, effectuée entre 2006 et 2007, faisant la promotion de son neuvième album de compilation, Ultimate Kylie. Le concert a débuté le 11 novembre 2006 à Sydney, en Australie et s'est terminée le 23 janvier 2007 à Manchester en Angleterre.
Cette tournée est passée par l'Europe et l'Australie, générant 40 millions de dollars. Le concert est divisé en huit tableaux : Homecoming, Everything Taboo, Samsara, Athletica, Dreams, Pop Paraiso, Dance of the Cybermen et Encore.
La tournée est une reprise de la tournée précédente de Minogue, Showgirl : The Greatest Hits Tour, qui avait été annulée à la suite de son diagnostic de cancer du sein.

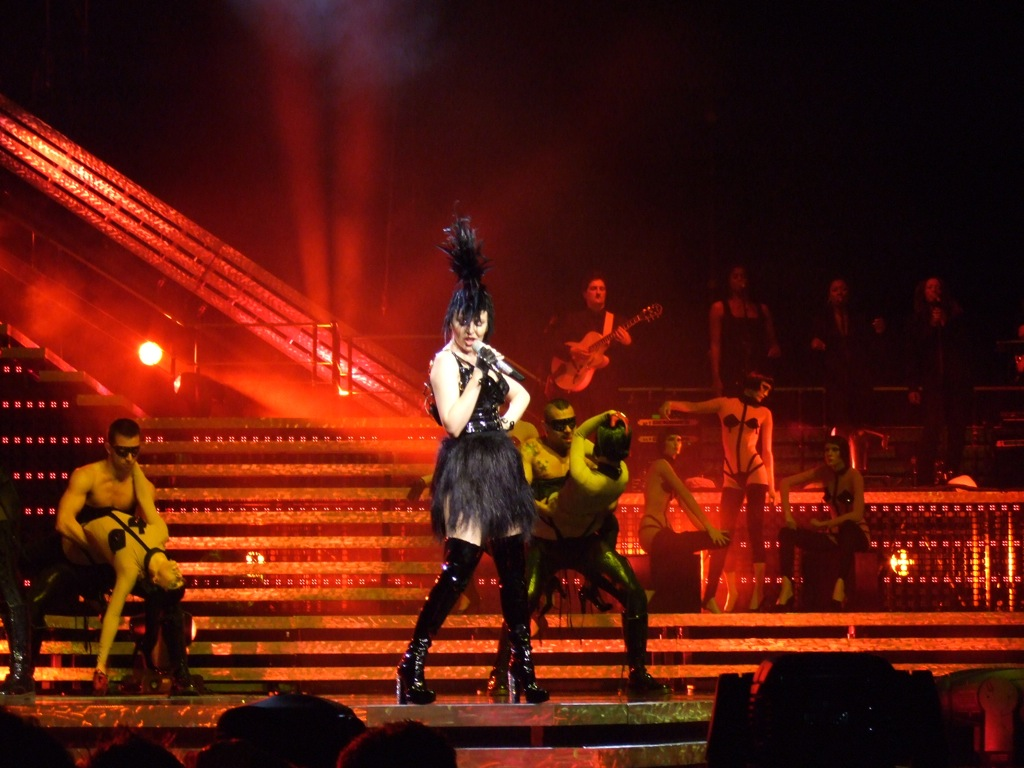
Minogue à Sydney, chantant Burning Up / Vogue.

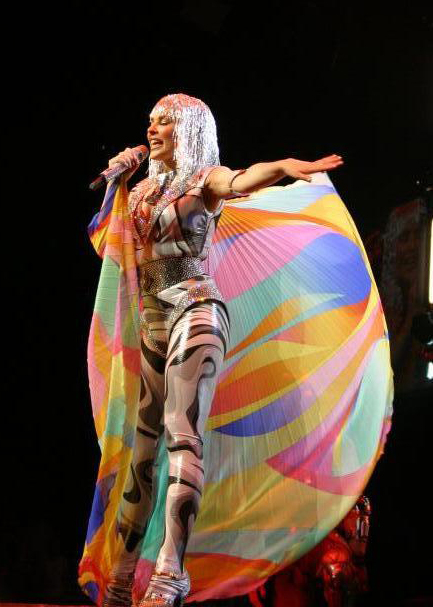
Minogue à Manchester, chantant Can't Get You Out of My Head.

## Setlist
Acte I: Homecoming
- Showgirl Theme
- Better the Devil You Know
- In Your Eyes
- White Diamond
- On a Night Like This

Acte II: Everything Taboo
- Shocked (contient des éléments de Do You Dare?, It's No Secret, Give Me Just a Little More Time, Keep on Pumpin' It et What Kind of Fool (Heard All That Before))
- What Do I Have to Do? (contient des éléments de I'm Over Dreaming (Over You))
- Spinning Around (contient des éléments de Step Back in Time, Finally et Such a Good Feeling)

Acte III: Samsara
- Temple Prequel (interlude)
- Confide in Me
- Cowboy Style
- Finer Feelings
- Too Far

Acte IV: Athletica
- Butterfly (Sandstorm Dub)
- Red Blooded Woman (contient des éléments de Where the Wild Roses Grow)
- Slow
- Kids

Acte V: Dreams
- Rainbow Prequel (interlude)
- Over the Rainbow
- Come into My World
- Chocolate
- I Believe in You
- Dreams (contient des éléments de When You Wish upon a Star)

Acte VI: Pop Paraiso
- Burning Up / Vogue
- The Loco-Motion
- I Should Be So Lucky
- Hand on Your Heart

Acte VII: Dance of the Cybermen
- Space Prequel (interlude)
- Can't Get You Out of My Head (contient des éléments de Rise of the Cybermen et Doctor Who Theme)
- Light Years / Turn It into Love (contient des éléments de la dématérialisation du TARDIS)

Encore
- Especially for You (contient des éléments de Love's in Need of Love Today)
- Love at First Sight

## Dates de la tournée
| Date                | Ville      | Pays       | Lieu                          | Affluence               | Revenu       |
| ------------------- | ---------- | ---------- | ----------------------------- | ----------------------- | ------------ |
| Étape 1 - Australie |            |            |                               |                         |              |
| 11 novembre 2006    | Sydney     | Australie  | Sydney Entertainment Centre   | 34,774 / 34,774         | 2 963 147 $  |
| 12 novembre 2006    | Sydney     | Australie  | Sydney Entertainment Centre   | 34,774 / 34,774         | 2 963 147 $  |
| 14 novembre 2006    | Sydney     | Australie  | Sydney Entertainment Centre   | 34,774 / 34,774         | 2 963 147 $  |
| 17 novembre 2006    | Brisbane   | Australie  | Brisbane Entertainment Centre | 35,574 / 37,884         | 3 354 548 $  |
| 18 novembre 2006    | Brisbane   | Australie  | Brisbane Entertainment Centre | 35,574 / 37,884         | 3 354 548 $  |
| 20 novembre 2006    | Brisbane   | Australie  | Brisbane Entertainment Centre | 35,574 / 37,884         | 3 354 548 $  |
| 23 novembre 2006    | Sydney     | Australie  | Acer Arena                    | 51,825 / 51,825         | 4 963 147 $  |
| 24 novembre 2006    | Sydney     | Australie  | Acer Arena                    | 51,825 / 51,825         | 4 963 147 $  |
| 26 novembre 2006    | Sydney     | Australie  | Acer Arena                    | 51,825 / 51,825         | 4 963 147 $  |
| 30 novembre 2006    | Adélaïde   | Australie  | Adelaide Entertainment Centre | 21,583 / 22,411         | 2 369 124 $  |
| 1er décembre 2006   | Adélaïde   | Australie  | Adelaide Entertainment Centre | 21,583 / 22,411         | 2 369 124 $  |
| 4 décembre 2006     | Perth      | Australie  | Burswood Dome                 | 36,774 / 38,774         | 3 554 147 $  |
| 5 décembre 2006     | Perth      | Australie  | Burswood Dome                 | 36,774 / 38,774         | 3 554 147 $  |
| 7 décembre 2006     | Perth      | Australie  | Burswood Dome                 | 36,774 / 38,774         | 3 554 147 $  |
| 10 décembre 2006    | Melbourne  | Australie  | Rod Laver Arena               | 76,526 / 76,526         | 7 578 217 $  |
| 11 décembre 2006    | Melbourne  | Australie  | Rod Laver Arena               | 76,526 / 76,526         | 7 578 217 $  |
| 13 décembre 2006    | Melbourne  | Australie  | Rod Laver Arena               | 76,526 / 76,526         | 7 578 217 $  |
| 14 décembre 2006    | Melbourne  | Australie  | Rod Laver Arena               | 76,526 / 76,526         | 7 578 217 $  |
| 16 décembre 2006    | Melbourne  | Australie  | Rod Laver Arena               | 76,526 / 76,526         | 7 578 217 $  |
| 17 décembre 2006    | Melbourne  | Australie  | Rod Laver Arena               | 76,526 / 76,526         | 7 578 217 $  |
| Étape 2 - Europe    |            |            |                               |                         |              |
| 31 décembre 2006    | Londres    | Angleterre | Wembley Arena                 | 78,526 / 78,526         | 7 578 217 $  |
| 2 janvier 2007      | Londres    | Angleterre | Wembley Arena                 | 78,526 / 78,526         | 7 578 217 $  |
| 3 janvier 2007      | Londres    | Angleterre | Wembley Arena                 | 78,526 / 78,526         | 7 578 217 $  |
| 5 janvier 2007      | Londres    | Angleterre | Wembley Arena                 | 78,526 / 78,526         | 7 578 217 $  |
| 6 janvier 2007      | Londres    | Angleterre | Wembley Arena                 | 78,526 / 78,526         | 7 578 217 $  |
| 8 janvier 2007      | Londres    | Angleterre | Wembley Arena                 | 78,526 / 78,526         | 7 578 217 $  |
| 9 janvier 2007      | Londres    | Angleterre | Wembley Arena                 | 78,526 / 78,526         | 7 578 217 $  |
| 12 janvier 2007     | Manchester | Angleterre | Manchester Evening News Arena | 100,072 / 100,072       | 7 976 089 $  |
| 13 janvier 2007     | Manchester | Angleterre | Manchester Evening News Arena | 100,072 / 100,072       | 7 976 089 $  |
| 18 janvier 2007     | Manchester | Angleterre | Manchester Evening News Arena | 100,072 / 100,072       | 7 976 089 $  |
| 19 janvier 2007     | Manchester | Angleterre | Manchester Evening News Arena | 100,072 / 100,072       | 7 976 089 $  |
| 21 janvier 2007     | Manchester | Angleterre | Manchester Evening News Arena | 100,072 / 100,072       | 7 976 089 $  |
| 22 janvier 2007     | Manchester | Angleterre | Manchester Evening News Arena | 100,072 / 100,072       | 7 976 089 $  |
| 23 janvier 2007     | Manchester | Angleterre | Manchester Evening News Arena | 100,072 / 100,072       | 7 976 089 $  |
| TOTAL               | TOTAL      | TOTAL      | TOTAL                         | 435,681 / 440,819 (99%) | 40 336 636 $ |